# Köpingsvik
Köpingsvik är en ort i Borgholms kommun i Kalmar län och kyrkby i Köpings socken på Öland belägen cirka 4 kilometer öster om Borgholm. Vid 2015 års tätortsavgränsning hade bebyggelsen vuxit samman med Borgholms tätort.

## Historik
Under stenåldern fanns det bosättningar vid Köpingsvik, bland annat har man funnit en av Sveriges äldsta boplatser för säljägare, vilken var bebodd för 4 500 år sedan. Tack vare det fyndet har man lyckats lista ut hur man levde på Öland på den tiden. Man har bland annat hittat ben, horn och tänder från djur, men även stenredskap och en större mängd krukskärvor. Vid en grav hittade man tre skelett och en flintyxa, en kniv, två mejslar av en bergart samt två harpuner och ett antal pilspetsar av ben.
Fynd från bronsåldern påvisar att Öland var ett stort handelscentrum, och en knutpunkt där alla havsvägar möttes. Blå rör beläget mellan Köpingsvik och Borgholm är ett välkänt röse från bronsåldern.
Skedemosse, som ligger strax söder om Köpingsvik, är en större offerplats från järnåldern. I mossen har hittats ett flertal vapen som kastats i vatten som offergåvor. Ungefär från samma tid har man funnit sammanlagt 1,3 kilo smycken.
Köping (senare Köpingsvik) har en långgrund och väl skyddad hamn som vetter mot norr, platsen var idealisk för en handelsplats. En tätort har funnits där från 700-talet och den nådde sin kulmen under 900- till 1200-talen.
I Köpingsvik låg också Slättbo härads tingsplats och där finns en runsten från 1000-talet, som kallas Tingsflisan. På den står bland annat "Gud hjälpe hans själ", vilket bevisar att kristendomen då hade kommit till Öland.
Från 1100-talet till 1805 fanns en medeltida stenkyrka i Köpingsvik. År 1805 byggdes en ny Köpingsviks kyrka, vilken blev den största kyrkan på Öland. Den blev man dock tvungen att riva 1953 på grund av rasrisk, man rev allt utom tornet. 
Carl von Linné besökte Köpingsvik 1741 och beskriver en del av omgivningen i sin bok om sin Ölandsresa.
Under 1900-talet började Borgholm etablera sig som turistort, och området kring Köpingsviken vid Kalmarsund började marknadsföras som "Köpingsvik". Det första pensionatet byggdes i Köpingsvik under 1920-talet. Under 1930-talet var badstranden avskärmad med ett staket, det revs senare. Senare, när husvagnar och husbilar etablerades, blev Köpingsvik en riktig turistort. År 1947 ändrades postadressen från det tidigare Tingsdal till Köpingsvik. Man beräknar att drygt 300 000 personer besöker Köpingsvik varje sommar.

## Bildgalleri

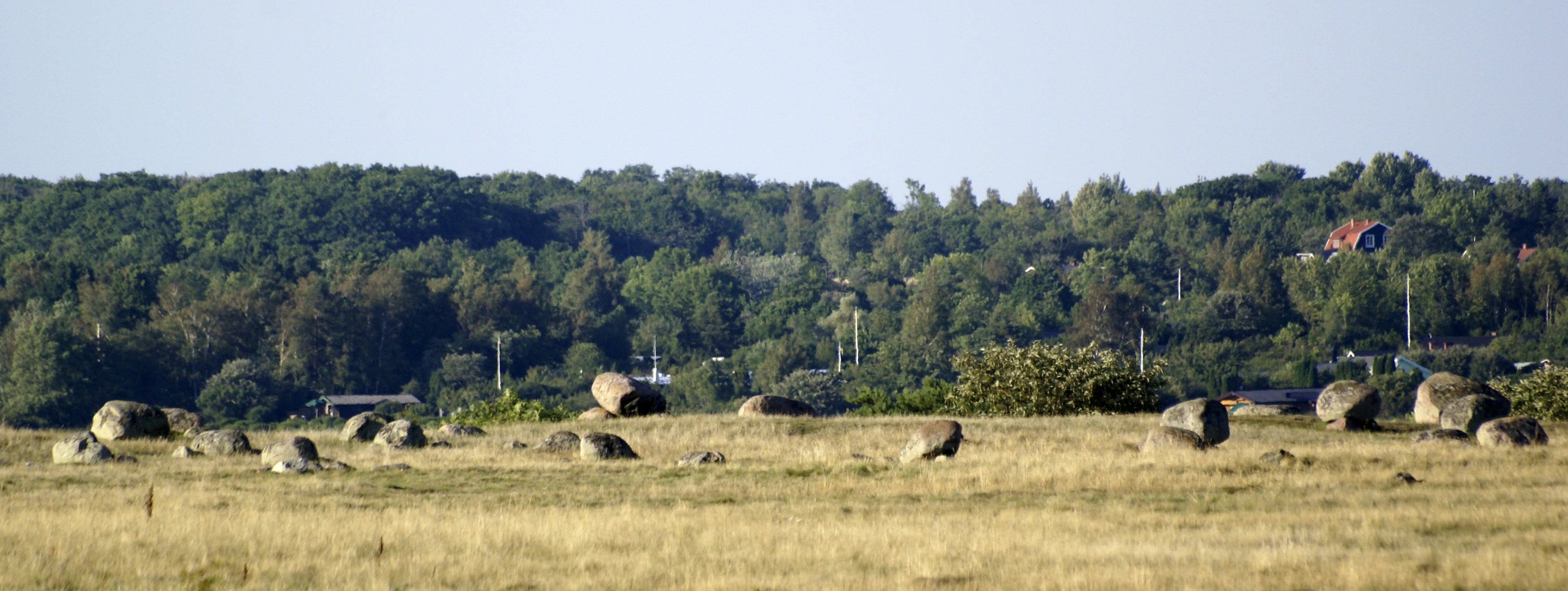
Ett gravfält på Köpings klint som senare har använts som tingsplats
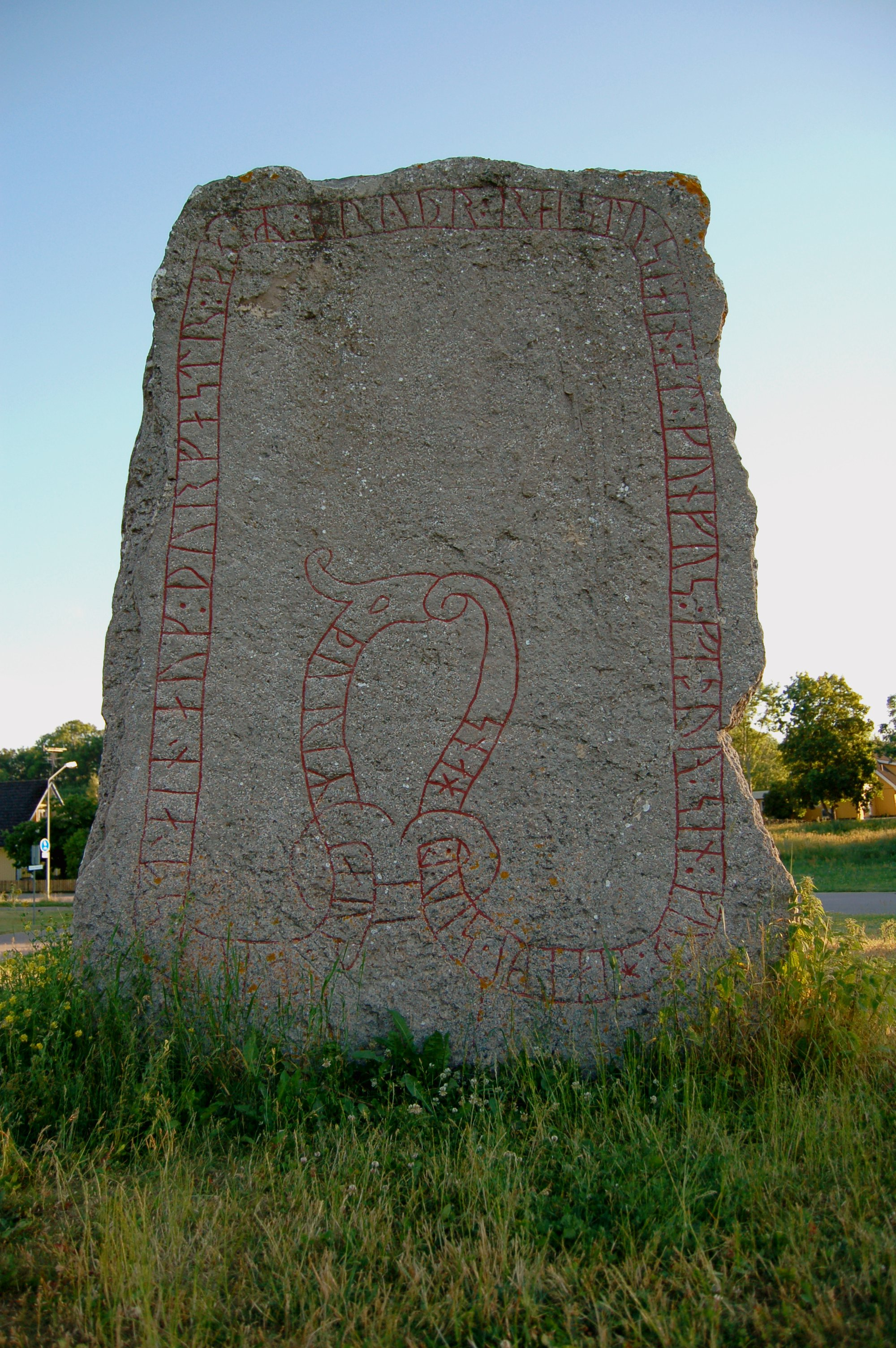
Tingsflisan
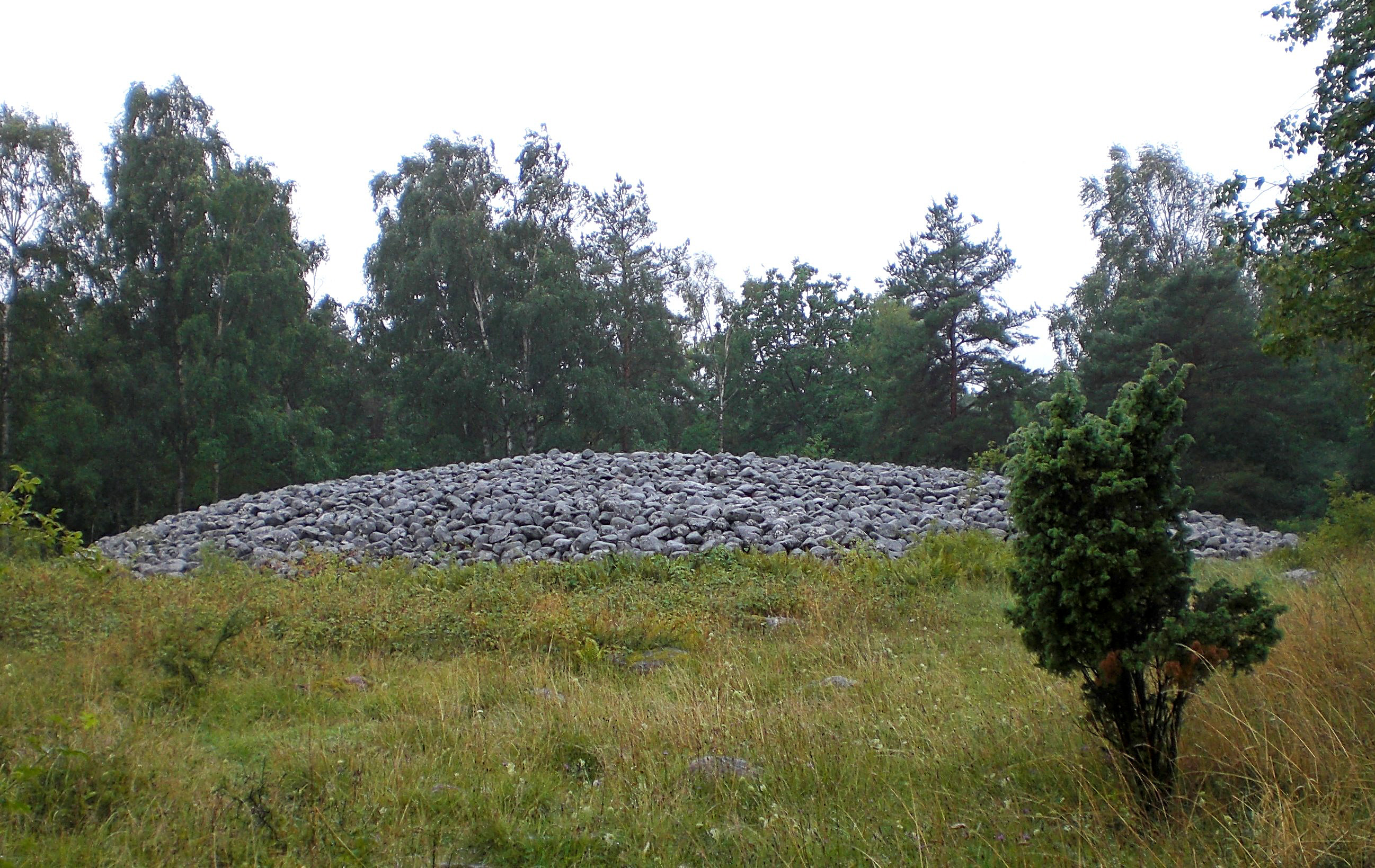
Blå Rör gravröse

## Befolkningsutveckling
| Befolkningsutvecklingen i Köpingsvik 1960–2010 | Befolkningsutvecklingen i Köpingsvik 1960–2010 | Befolkningsutvecklingen i Köpingsvik 1960–2010 | Befolkningsutvecklingen i Köpingsvik 1960–2010 | Befolkningsutvecklingen i Köpingsvik 1960–2010 |
| ---------------------------------------------- | ---------------------------------------------- | ---------------------------------------------- | ---------------------------------------------- | ---------------------------------------------- |
|                                                |                                                |                                                |                                                |                                                |
| År                                             |                                                |                                                | Folkmängd                                      | Areal (ha)                                     |
| 1960                                           | 1960                                           |                                                | 205                                            |                                                |
| 1965                                           | 1965                                           |                                                | 255                                            |                                                |
| 1970                                           | 1970                                           |                                                | 284                                            |                                                |
| 1975                                           | 1975                                           |                                                | 345                                            |                                                |
| 1980                                           | 1980                                           |                                                | 412                                            |                                                |
| 1990                                           | 1990                                           |                                                | 560                                            | 103                                            |
| 1995                                           | 1995                                           |                                                | 685                                            | 110                                            |
| 2000                                           | 2000                                           |                                                | 605                                            | 110                                            |
| 2005                                           | 2005                                           |                                                | 609                                            | 110                                            |
| 2010                                           | 2010                                           |                                                | 599                                            | 118                                            |
| Anm.: Sammanvuxen med Borgholm 2015.           |                                                |                                                |                                                |                                                |

## Samhället
Det finns flera olika campingplatser och ett stort antal stugor i området kring Köpingsvik. I tätorten finns dessutom flera minigolfbanor och restauranger.
I Köpingsvik finns en skola, som heter Köpingsskola med förskola och skolår 1-6. Det går ungefär 170 barn på skolan, och det finns lite drygt 40 anställda.